# Tawera marionae
Tawera marionae är en musselart som beskrevs av Harold John Finlay 1928. Tawera marionae ingår i släktet Tawera och familjen venusmusslor. Inga underarter finns listade i Catalogue of Life.